# فضای شش‌بعدی

فضای ۶ بعدی (سیمپلکس عدد ۶)

فضای شش بعدی دارای شش بعد است که شش درجه آزاد دارد و به منظور تعیین یک موقعیت مکانی یا برداری در این فضا نیاز به شش مؤلفه یا مختصات مختلف می‌باشد.
در دانش فیزیک و ریاضی، یک ترتیب برداری از n عدد می‌تواند به شکل یک موقعیت مکانی n بعدی در فضا تفهیم شود، وقتی که n برابر عدد ۶ می‌شود.